# بي إتش بي (دراجة)
إن دراجة ال PHB هي دراجة هيدروجين، تزود بالطاقة من خلال محرك كهربائي يستمد طاقته الكهربائية من خلية وقود. يتم تصنيع الدراجة بواسطة شركة بيرل(SPHPST.Co) حيث كشف النقاب عنه لأول مرة في معرض الصين الدولي التاسع لتكنولوجيا ومعدات وتطبيقات البترول في عام 2007.